# Джоузеф Гари
Джоузеф Истън Гари (на английски: Joseph Easton Gary) (9 юли 1821 г. – 31 октомври 1906 г.) е американски адвокат и съдия в щата Илинойс. Той е служил над 40 години като съдия във Върховния съд на окръг Кук, включително осем години като съдия в Апелативния съд на Илинойс за окръг Кук Каунти. Той позорно ръководи процеса срещу осем анархисти за предполагаемата им роля в бунта на Хеймаркет и осъжда седем от тях на смърт въпреки липсата на ясна връзка с атентатора.

## Ранни години
Джоузеф Гари е роден в Потсдам, Ню Йорк. Като млад работи като дърводелец, следвайки занаята на баща си. След това се премества в Сейнт Луис през 1843 г., за да учи право и е приет в адвокатската колегия през 1844 г. Той практикува пет години в Спрингфийлд, Мисури, след което се премества в Лас Вегас през 1849 г. и създава практика там. По това време Лас Вегас е малко селище в тогавашния щат Дезерет. След три години той се премества в Сан Франциско, Калифорния, а след това в Берлин, Уисконсин. Най-накрая се установява в Чикаго през 1856 г. и остава там до края на живота си.

## Хеймаркет
Гари практикува право до 1863 г., когато е избран за съдия във Върховния съд на окръг Кук. Той председателства делото за бунта в Хеймаркет през 1886 г., като осъжда на смърт анархистите Август Спайс, Михаел Шваб, Самюел Фийлдън, Албърт Парсънс, Адолф Фишер, Джордж Енгел и Луис Линг и осъжда Оскар Нийбе на 15 години затвор.
Няма доказателства някой от подсъдимите да има връзка с атентата. Гари позволява да бъдат осъдени по теорията, че речите им са насърчили неизвестния атентатор да извърши деянието. По време на процеса симпатизанти на анархистите често отправят смъртни заплахи срещу него, което повишава общата му популярност.

## Следваща кариера
През 1888 г. той е назначен за един от тримата съдии в Апелативния съд на Илинойс в първия район — окръг Кук — от членовете на Върховния съд на Илинойс. Той служи осем години в Апелативния съд, преди да бъде уволнен от Върховния съд на Илинойс през юни 1897 г., заедно с почти всеки друг апелативен съдия в щата.
Той възобновява работата си във Върховния съд на окръг Кук и по-късно същата година председателства сензационния процес за убийството на Адолф Луетгерт. И републиканците, и демократите го номинират всеки път, когато се кандидатира за съдия, позиция, която той заема непрекъснато от 1863 до 1906 г. Той все още е активен съдия към момента на смъртта си, най-възрастният съдия в своя съд и един от най-старите съдии в страната по това време. Той провежда съдебно заседание сутринта преди смъртта си, разболява се на следващата сутрин и почива в дома си малко след обяд.
През април 1907 г. се провеждат специални избори за запълване на оставащите четири години от неговия мандат. Републиканецът Уилям Х. МакСюри побеждава на косъм демократа Уилям Емет Девър.

## Личен живот
Джоузеф Гари е най-голямото от петте деца, родени от Илай Буш Гари и съпругата му Франсис О. ( родена Истън). Ели Гари е дърводелец, участвал като доброволец във войната от 1812 г. По-малкият брат на Джоузеф Гари, Джордж Гари, е известен политик и съдия в Уисконсин.
През 1855 г. Джоузеф Гари се жени за Елизабет Джейн Суелтинг в Берлин, Уисконсин.